# Francisco Mattoso
Francisco de Queirós Mattoso (Petrópolis, 8 de abril de 1913 – Rio de Janeiro, 18 de dezembro de 1941) foi um advogado, compositor e pianista de música popular brasileira. Entre seus maiores sucessos incluem-se a valsa "Eu sonhei que tu estavas tão linda" (em parceria com Lamartine Babo), "Boa Noite, Amor" e "Pegando Fogo" (ambas com José Maria de Abreu).

## Primeiros anos
Quando tinha 5 anos de idade, Francisco Mattoso costumava tirar de ouvido, no piano, as músicas que ouvia pelo gramofone. Apesar de ter se formado em Direito, deixou a carreira de advogado para se dedicar à música.

## Carreira musical
Na década de 1930, Francisco Mattoso conheceu Noel Rosa, com quem compôs "Esquina da vida" (gravada por Mário Reis com acompanhamento no piano de Nonô, pela Columbia) e "Vá pra casa depressa" (gravada em 1961 por Marília Batista, pela Nilser). Em 1934, compôs o samba "Eu me lembro de você" com Oldemar Gomes Pereira (gravado pelo Bando da Lua). No ano seguinte, fez as marchas "Tão boa", com Nonô (gravada por Jaime Vogeler), e "Em primeira edição" (gravada por Aurora Miranda); os sambas "Eu jurei", com José Maria de Abreu e Carlos Rego Barros de Souza (gravação de Gastão Formenti) e "Abandona o preconceito", com Mazinho; o samba-canção "Perto do céu", com Nonô, e a valsa "Velhor amor", com José Maria de Abreu (ambos gravados por Silvinha Melo); e finalmente o fox trote "Hei de ver-te um dia", com J. Cabral e Freire Jr. (gravado por Francisco Alves).

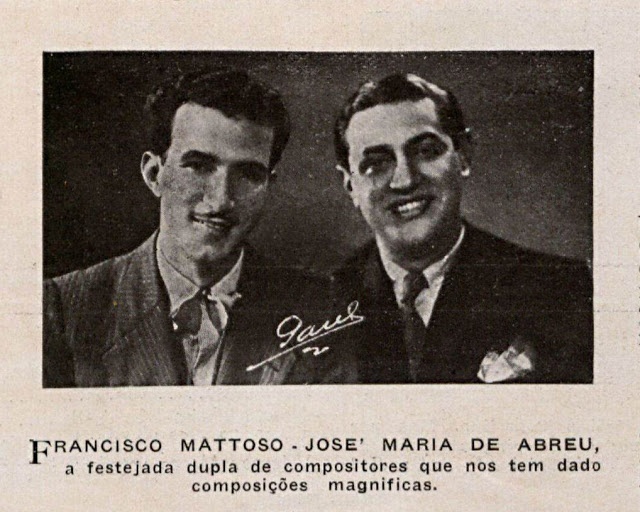
Francisco Mattoso e seu parceiro mais profícuo de composições, José Maria de Abreu

Em 1936, Francisco Mattoso produziu as marchas "Esquina do pecado" (gravadas por Almirante e Lamartine Babo) e "São João há de sorrir" (em parceria com José Maria de Abreu e gravada por Zezé Fonseca); as parcerias com José Maria de Abreu "Vingança" e "Recolhimento" (gravadas por Gastão Formenti), "Fui feliz" e "Cancioneiro" (ambas por Orlando Silva); e seu primeiro grande sucesso, a valsa "Boa noite, amor" (Francisco Alves). No ano de 1937, Francisco Mattoso compôs "Minha vida tão bonita!" (gravada por Gastão Formenti); "Onde está o dinheiro?", parceria com José Maria de Abreu e Paulo Barbosa (Aurora Miranda); e as parcerias com José Maria de Abreu "A valsa da saudade" (Gastão Formenti), "Estou cansada de sofrer" (Aurora Miranda), "Solidão" e "Horas iguais" (ambas por Orlando Silva).
O ano de 1938 trouxe a valsa "Jardim de flores raras", em parceria com Nonô e gravada por Roberto Paiva, enquanto da profícua parceria com José Maria de Abreu vieram a marcha "Maria Barafunda" (Almirante), as valsas "Sevilhana" e "Barcarola", a canção "Napolitana" e o sucesso fox-canção "Ainda uma vez" (Francisco Alves), as valsas "Noite sem luar" e "Dois corações em tempo de valsa" (Carlos Galhardo) e, finalmente, seu segundo grande sucesso, "Pegando fogo" (Bando da Lua).
Nos anos seguintes, debilitado pela tuberculose, Francisco Mattoso lançou apenas a parceria com Nonô "Boa vizinha" (Almirante, 1939) e os trabalhos com José Maria de Abreu: o samba "Golpe errado" (Almirante, 1940), a valsa "Se o nosso amor ainda existisse" (Francisco Alves, 1940) e o fox-canção "Sombras ao luar" (Carlos Galhardo, 1941). Sua última composição e maior sucesso, "Eu sonhei que tu estavas tão linda" teve letra de Lamartine Babo, originalmente planejada para a opereta "Viva o amor". Em 18 de dezembro de 1941, Francisco Mattos faleceu aos 28 anos.

## Gravações posteriores
Suas músicas mais famosas foram regravadas com grande sucesso. "Eu sonhei que tu estavas tão linda" foi gravada por Francisco Alves (Odeon, 1941), Gilberto Alves Martins (1981) e Tim Bernardes (2019); "Boa noite, querida" teve versões de Francisco Alves (1950) e Gilberto Alves (1981); enquanto "Pegando fogo" alcançou sucesso na voz de Gal Costa (1980).

## Discografia
- Coqueiro Velho (CD, Revivendo, 1991)
- Valsas Brasileiras Vol. 1 (CD, Revivendo, 1993)
- No Tempo da Seresta Vol. 1 (CD, Revivendo, 1994)[1]